# Huaso

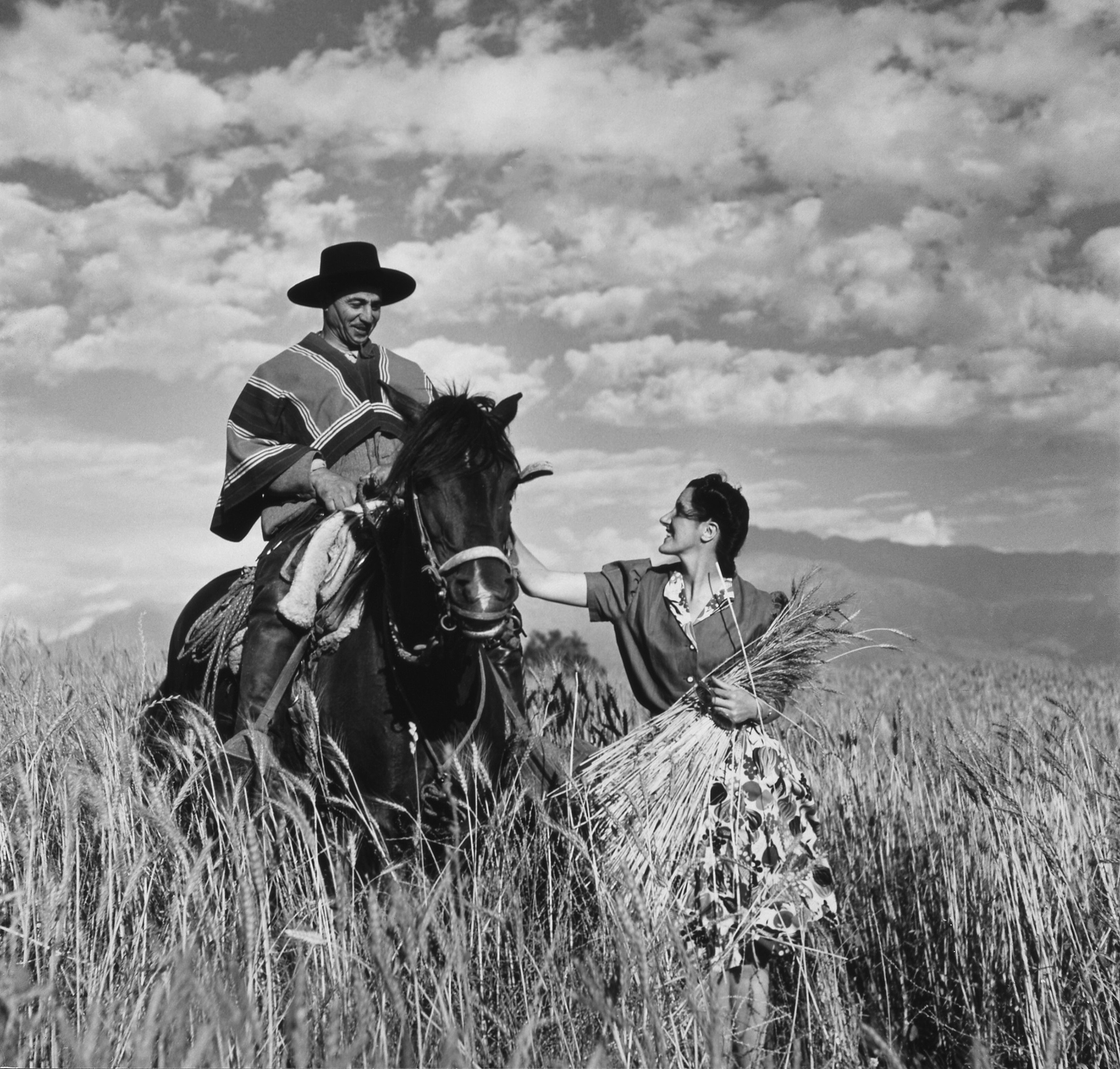
Huaso und China, Fotografie von Toni Frissell, 1940

Ein Huaso (weiblich China) ist ein chilenischer Landarbeiter und speziell gekleideter Reiter. Er ist vergleichbar mit dem amerikanischen Cowboy oder dem argentinischen Gaucho. Das Wort „China“ (sprich: Tschina) kommt aus der Quechua-Sprache und bedeutet so viel wie „weiblich“, umgangssprachlich einfach Frau. Auch für das Wort Huaso nahm Rodolfo Lenz denselben gemeinsamen Quetschua-Ursprung (wakcha, d. h. „arm“ oder „verwaist“) an wie für das argentinische Pendant Gaucho. Die genaue Herleitung ist aber unsicher.
Die Huasos arbeiten und reiten meist im Zentraltal Mittelchiles (Valle Central um Santiago de Chile bis südlich der Maule-Gegend etwa am Río Itata). Sie tragen eine typische Tracht mit einem Strohhut, den man Chupalla nennt. In der Regel wird ein Poncho getragen, genannt Manta. Seltener anzutreffen ist die sehr teure Tracht Chamanto. Dazu gehören eine kurze andalusische Weste sowie bis über die Stiefel reichende Lederlappen und Sporen.
Huasos sind ein charakteristischer Bestandteil der chilenischen Folklorekultur und häufig auf Paraden, Umzügen oder auf Fiestas und Feiern zu sehen, speziell auch beim chilenischen Rodeo.
Im urbanen Sprachgebrauch wird die Bezeichnung Huaso auch abfällig oder ironisch im Sinne eines ungebildeten oder ungehobelten Menschen gebraucht.
Viehhirten in der chilenischen Kultur werden auch Arrieros, Vaqueros oder Ovejeros genannt.

## Sonstiges
In Chile existiert ein Wanderweg mit der Bezeichnung Huaso Trail.